# Цюй Юнь (плавчиня)
Цюй Юнь (5 червня 1978) — китайська плавчиня.
Учасниця Олімпійських Ігор 1996 року.
Призерка Чемпіонату світу з водних видів спорту 1994 року.